# Gräberfeld am Galgebakken
Das Gräberfeld am Galgebakken mit 14 runden und zwei schiffsförmigen Rösen (dänisch Skipsrøser)  aus der Bronzezeit liegt am Ellevej in der Vestermarieplantage, nordöstlich von Vestermarie auf der dänischen Insel Bornholm, zwischen den Gräberfeldern von Segen und Store Bjergegårdsbakken (mit Bautasteinen).
In den Wäldern und auf schlechtem Ackerland im Inneren von Bornholm gibt es 18 erhaltene, bis zu 30 m lange, schiffsförmige Rösen (dän. skibsrøser). Es waren einst mindestens doppelt so viele.
Die größte Röse (der Galgebakken) war in historischer Zeit eine Richtstätte. Am Ellevej liegen noch sechs weitere schiffsförmige Rösen, die über Urnenbestattungen aus der späten Bronzezeit errichtet wurden. Am Ende des Ellevej liegen, auf privatem Grund, der Anhøj und 250 m weiter der Enebjerg, zwei weitere große runde Rösen. Die Schiffröser im Forst von Vestermarie wurden 1959 und 1991 untersucht.